# Ouanary
Ouanary is een gemeente in Frans-Guyana. De gemeente telde 200 inwoners op 1 januari 2022. Het is een geïsoleerde gemeenschap omringd door heuvels die tot 258 meter stijgen, de Atlantische Oceaan, en de Oyapock. Ouanary is te bereiken met een boottocht van ongeveer een uur vanaf Saint-Georges, of met het vliegtuig.

## Geschiedenis
Het gebied werd in 1623 voor het eerst bezocht, en werd in 1655 geclaimd voor Frankrijk door Antoine de Noël de la Trompe d'Or. In de 18e eeuw vestigden zich jezuïeten in Ouanary en gebruikten de Palikur inheemsen om het land te bewerken. De Palikur werden later vervangen door Afrikaanse slaven. In 1765 werden de jezuïeten uit de kolonie verjaagd. In 1950 werd de commune (gemeente) Ouanary opgericht.

## Montagne d'Argent

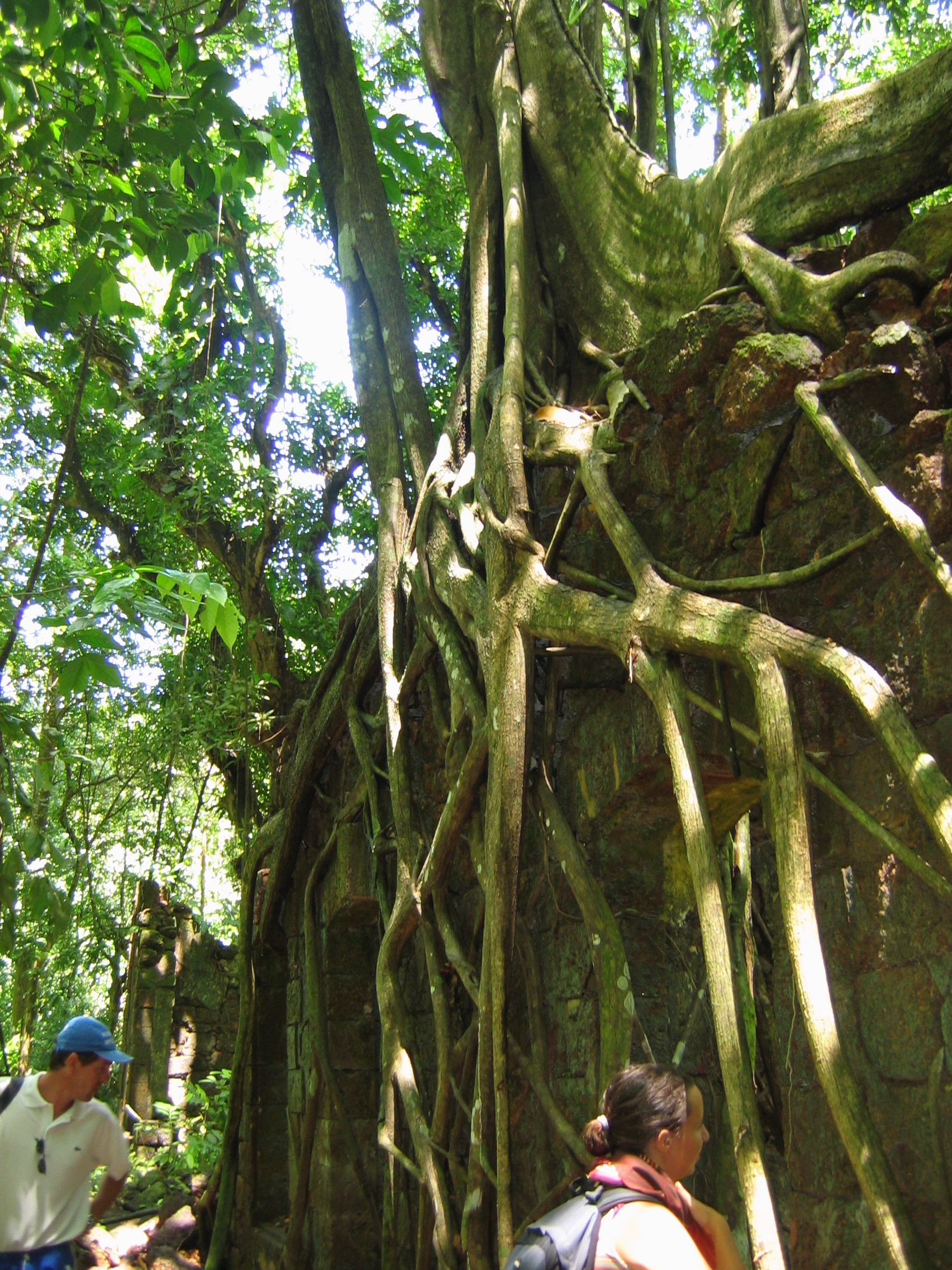
Montagne d'Argent

In 1852 werd in een verlaten koffieplantage, een bagno of bagne (strafkolonie) gesticht genaamd Montagne d'Argent (zilverberg). Het was de eerste agrarische strafkolonie en werd een economische mislukking die veel mensenlevens heeft gekost. De meeste gevangenen stierven door ziekte of brutaliteit van de bewakers. In 1910 werd Montagne d'Argent gesloten en overwoekerde ruïnes zijn overgebleven.
Montagne d'Argent is sinds 1998 een beschermd natuurgebied.